# Jinh Yu Frey
Jinh Hie Yu Frey (Crossett, 20 de maio de 1985) é uma lutadora americana de ascendência coreana de artes marciais mistas, atualmente competindo no peso palha do Ultimate Fighting Championship.

## Carreira no MMA

### Ultimate Fighting Championship
Frey fez sua estreia no UFC em 27 de maio de 2020 contra Kay Hansen no UFC Fight Night: Poirier vs. Hooker. Ela perdeu por finalização no terceiro round.

## Cartel no MMA
| Cartel no MMA   |             |            |
| 17 lutas        | 11 vitórias | 6 derrotas |
| Por nocaute     | 1           | 2          |
| Por finalização | 2           | 1          |
| Por decisão     | 8           | 3          |

| Res.    | Cartel | Oponente         | Método                               | Evento                                | Data       | Round | Tempo | Local                 | Notas |
| ------- | ------ | ---------------- | ------------------------------------ | ------------------------------------- | ---------- | ----- | ----- | --------------------- | --- |
| Vitória | 11-6   | Ashley Yoder     | Decisão (unânime)                    | UFC on ESPN: Hall vs. Strickland      | 31/07/2021 | 3     | 5:00  | Enterprise, Nevada    | |
| Vitória | 10-6   | Glória de Paula  | Decisão (unânime)                    | UFC Fight Night: Edwards vs. Muhammad | 13/03/2021 | 3     | 5:00  | Las Vegas, Nevada     | |
| Derrota | 9-6    | Loma Lookboonmee | Decisão (unânime)                    | UFC on ESPN: Holm vs. Aldana          | 03/10/2020 | 3     | 5:00  | Abu Dhabi             | |
| Derrota | 9–5    | Kay Hansen       | Finalização (chave de braço)         | UFC Fight Night: Poirier vs. Hooker   | 27/06/2020 | 3     | 2:26  | Las Vegas, Nevada     | Estreia no Peso Palha. |
| Vitória | 9–4    | Ashley Cummins   | Decisão (unânime)                    | Invicta FC 39: Frey vs. Cummins II    | 07/02/2020 | 5     | 5:00  | Kansas City, Kansas   | Frey não bateu o peso (105.8 lb) e foi destituída do Cinturão Peso Átomo do Invicta FC. Apenas Cummins foi elegível para disputar o cinturão. |
| Derrota | 8–4    | Ayaka Hamasaki   | Decisão (unânime)                    | Rizin 16: Kobe                        | 22/06/2019 | 3     | 5:00  | Kobe                  | Pelo Cinturão Peso Átomo do Rizin. |
| Vitória | 8–3    | Minna Grusander  | Decisão (dividida)                   | Invicta FC 33: Frey vs. Grusander II  | 15/12/2018 | 5     | 5:00  | Kansas City, Missouri | Defendeu o Cinturão Peso Átomo do Invicta. |
| Vitória | 7–3    | Minna Grusander  | Decisão (unânime)                    | Invicta FC 30: Frey vs. Grusander     | 21/07/2018 | 5     | 5:00  | Kansas City, Missouri | Ganhou o Cinturão Peso Átomo Vago do Invicta.                                                                                                 |
| Derrota | 6–3    | Seo Hee Ham      | Nocaute técnico (socos)              | Road FC 045                           | 23/12/2017 | 1     | 4:40  | Seoul                 | Pelo Cinturão Peso Átomo do Road FC. |
| Vitória | 6–2    | Ashley Cummins   | Decisão (unânime)                    | Invicta FC 24: Dudieva vs. Borella    | 15/07/2017 | 3     | 5:00  | Kansas City, Missouri | |
| Derrota | 5–2    | Ayaka Hamasaki   | Nocaute técnico (interrupção médica) | Invicta FC 19: Maia vs. Modafferi     | 23/09/2016 | 2     | 4:38  | Kansas City, Missouri | Pelo Cinturão Peso Átomo do Invicta. |
| Vitória | 5–1    | Hérica Tibúrcio  | Decisão (unânime)                    | Invicta FC 16: Hamasaki vs. Brown     | 11/03/2016 | 3     | 5:00  | Las Vegas, Nevada     | |
| Vitória | 4–1    | Liz McCarthy     | Decisão (unânime)                    | Invicta FC 14: Evinger vs. Kianzad    | 12/09/2015 | 3     | 5:00  | Kansas City, Missouri | |
| Vitória | 3–1    | Cassie Robb      | Finalização (mata-leão)              | Invicta FC 10: Waterson vs. Tiburcio  | 05/12/2014 | 1     | 2:36  | Davenport, Iowa       | |
| Derrota | 2–1    | Jodie Esquibel   | Decisão (dividida)                   | Invicta FC 8: Waterson vs. Tamada     | 06/09/2014 | 3     | 5:00  | Kansas City, Missouri | |
| Vitória | 2–0    | Darla Harris     | Nocaute (chute na cabeça e soco)     | SCS 18: Declaration of Pain           | 27/07/2013 | 1     | 3:13  | Hinton, Oklahoma      | Defendeu o Cinturão Peso Átomo do SCS. |
| Vitória | 1–0    | Meghan Wright    | Finalização (mata-leão)              | SCS 16: Resolution                    | 06/04/2013 | 1     | 2:04  | Hinton, Oklahoma      | Estreia no Peso Átomo; Ganhou o Cinturão Peso Átomo do SCS.                                                                                   |